# Miodrag Krivokapić
Miodrag Krivokapić (Peć, 22. travnja 1949.) je srbijanski glumac.
Osnovnu školu i gimnaziju završio je u rodnom gradu, živio je i u Nikšiću u Crnoj Gori a Akademiju za kazališnu i filmsku umjetnost (AKFU), odsjek glume, diplomirao je 1975. u Zagrebu. Želio je studirati glumu u Beogradu, ali nije imao prilike, pa je otišao u Zagreb. Iste godine kada je diplomirao, postaje član Dramskoga kazališta Gavella, u kojem ostaje dvije godine, da bi zatim prešao u Hrvatsko narodno kazalište (HNK) u Zagrebu i tu ostaje do 1986., kada postaje slobodan umjetnik. Od 2005. do danas je član Narodnog kazališta u Beogradu.
Igrao je i u Teatru "&TD" u Zagrebu i na festivalima: Dubrovačke ljetne igre, Splitsko ljeto, a kasnije na Subotičkom festivalu, kao i na Festivalu Budva - grad teatar. Snimio je više od trideset igranih filmova, oko 30 TV-drama i desetak TV-serija.
Veliku popularnost na televiziji stekao je ulogom Ilije Kapare u seriji TV Zagreb "Mačak pod šljemom". U povijesnoj drami "Konstantin" povodom 1700 godina Milanskog edikta glumi lik cara Konstantina u starijim godinama.
Njegov sin je glumac Bojan Krivokapić.